# Мостовой, Александр Константинович
Александр Константинович Мостовой — советский и российский музыкант. Гитарист «ВИА Синяя птица». Отличался жёсткой манерой игры на гитаре.
Выпускник Калужского музыкального училища по классу фортепьяно. В 70-е был приглашён в ансамбль «Мелодия» под управлением Георгия Гараняна, но отказался ввиду отсутствия столичной прописки. С 1978 года. Александр Мостовой стал членом группы «Синяя птица», сменив Владимира Шурыгина. Позднее выступал в составе ансамбля «Коробейники», сотрудничал с Ириной Понаровской, Людмилой Сенчиной и группой «Орион».
В 1996 году был обвинён в умышленном убийстве, но позднее отпущен из СИЗО.
Жена Ирина Бургонова (род. 1965), актриса Калужского областного драматического театра, певица. Дети — Эмилия, Родион, Карина и Аркадий.
Умер в марте 2014 года в Калуге от рака.
- Роберт Болотный. Как всё начиналось
- Валерий Щёлкин, Сергей Фролов. Легенды ВИА — Страница 363 (2007)
- Музыка. ВИА «Орион»